# Flaggbränning

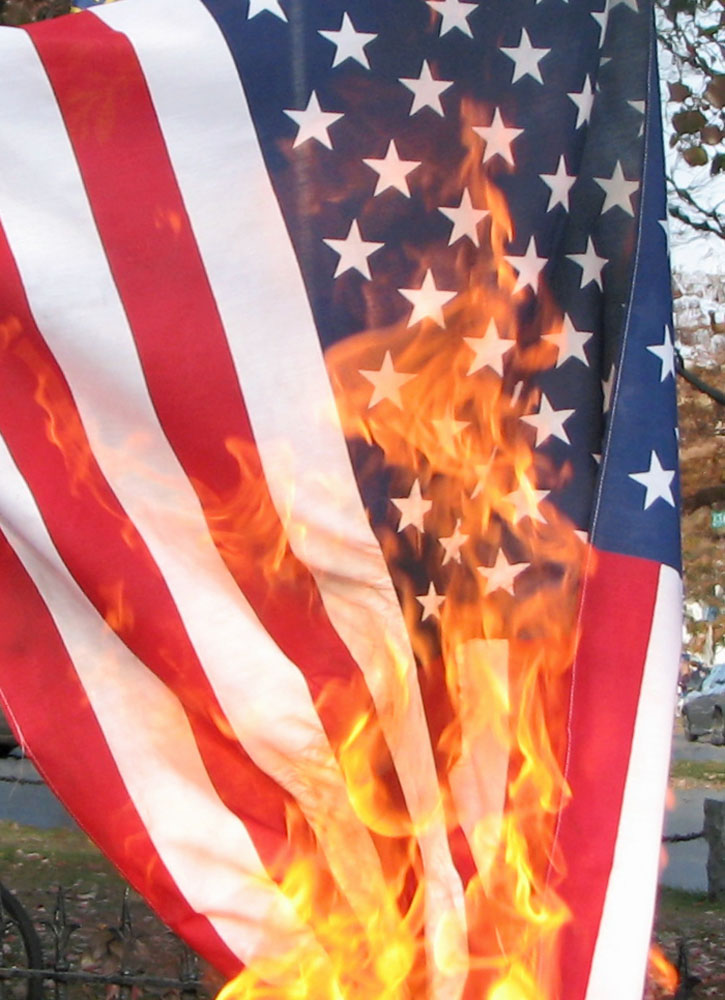
USA:s flagga eldas upp i protest.

Flaggbränning innebär att man avsiktligt sätter eld på en flagga, ofta en nationalflagga, ibland för att visa missnöje med landets politik, eller för att visa förakt för ett land. Under bland annat Vietnamkriget, brände antikrigsaktivister öppet USA:s flagga för att visa sitt förakt för det krigförande landet. Att nationens flagga bränns på detta vis uppfattas av många som djupt kränkande.
I USA är det också vanligt att, dock av en helt annan anledning, bränna slitna och uttjänta flaggor; detta görs under ceremonier bland annat av pojkscouterna och Veterans of Foreign Wars.

## Svenska lagar om flaggbränning
I svensk lag finns inget uttryckligt förbud mot att bränna något lands flagga. 1971 avskaffades brotten "skymfande av rikssymbol" och "skymfande av utländsk rikssymbol". Regler finns dock om att svenska flaggan inte får förses med märken, bokstäver eller andra tecken, och det har förekommit att offentlig modifiering av en flagga har bötfälts enligt bestämmelserna om "förargelseväckande beteende" enligt kapitel 16 § 16 i strafflagen. 1997 dömdes en man till böter på 500 kronor för att ha viftat med en svensk flagga försedd med märken under ett evenemang för att fira nationaldagen. Kungafamiljens närvaro, evenemanget som en del av Lyckseles 50-årsjubileum och närvaron av en stor publik, sågs alla som faktorer i domen.